# Perzische klaver
De Perzische klaver (Trifolium resupinatum) is een eenjarige plant die behoort tot de vlinderbloemenfamilie (Leguminosae of Fabaceae). De plant komt van nature voor in Zuid-Europa en Zuidwest-Azië. De plant wordt in Nederland nu nog weinig gebruikt als voedergewas en groenbemesting en komt hier ook adventief voor. Voor gebruik als voedergewas en groenbemesting kan Perzische klaver vanaf half april onder wintertarwe uitgezaaid worden. Het aantal chromosomen is 2n = 16.
De plant wordt 10-40 cm hoog en heeft dikke, holle stengels.
De Perzische klaver bloeit van mei tot september met helderpaarsroze, soms witte, 4 tot 8 mm lange bloemen. De vlag van de bloem is tijdens of aan het eind van de bloei naar beneden gedraaid, waaraan de plant de soortaanduiding resupinatum te danken heeft (resupin betekent in het Latijn teruggebogen). De kroonbladen zijn langer dan de kelk. De kelk is wollig behaard en na de bloei sterk opgezwollen met twee zeer lange tanden en dan minder behaard. De bloeiwijze is een gesteelde, hoofdjesachtige tros
De vrucht is een peul. Het gele tot bijna zwartgroene zaad is eirond. De herkomsten uit Zuid-Europa en Zuidwest-Azië hebben grote zaden en die uit de zuidelijke Verenigde Staten fijne zaden.

## Namen in andere talen
De namen in andere talen kunnen vaak eenvoudig worden opgezocht met de interwiki-links.
- Duits: Persischer Klee
- Engels: Persian Clover, Reversed Clover
- Frans: Trèfle Perse, Trèfle à corolle renversée